# Centre-Sud du Mato Grosso

Étendue de la région du centre-sud du Mato Grosso.

Le Centre-Sud du Mato Grosso est l'une des 5 mésorégions de l'État du Mato Grosso au Brésil. Elle regroupe 17 municipalités groupées en 4 microrégions.

## Données
La région compte 264 367 habitants pour 99 321 km2.

## Microrégions
La mésorégion du centre-sud du Mato Grosso est subdivisée en 4 microrégions:
- Alto Pantanal
- Alto Paraguai
- Cuiabá
- Rosário Oeste